# Bad Münder am Deister
Bad Münder am Deister est une ville de Basse-Saxe en Allemagne.

## Géographie
La ville est arrosée par la rivière Hamel.

## Histoire
| Appartenances historiques Duché de Brunswick-Lunebourg 1235-1432 Principauté de Calenberg 1432-1692 Électorat de Brunswick-Lunebourg 1692-1807 Royaume de Westphalie 1807-1813 Royaume de Hanovre 1814-1866 Royaume de Prusse (Province de Hanovre) 1866-1918 République de Weimar 1918-1933 Reich allemand 1933-1945 Allemagne occupée 1945-1949 Allemagne 1949-présent |

## Personnalités liées à la ville
- August Friedrich Pott (1802-1887), philologue né à Nettelrede.
- Hildegard Falck (1949-), athlète né à Nettelrede.